# Liste de jeux Windows (V)
Cette liste de jeux Windows dont le titre commence par la lettre V recense des jeux vidéo sortis sur le système d'exploitation Windows pour PC.
Pour un souci de cohérence, la liste utilise les noms français des jeux, si ce nom existe.
Cette liste est découpée, il est possible de naviguer entre les pages via le sommaire.
- V.G.: Variable Geo
- V.I.P.
- V-Rally
- V-Rally 2
- V-Rally 3
- V-Rally 4
- VA-11 Hall-A
- Vainglory
- Valdis Story: Abyssal City
- Valentino Rossi: The Game
- Valfaris
- Valhalla: Before the War
- Valheim
- Valkyria Chronicles
- Valkyria Chronicles 4
- Valorant
- Vampire : La Mascarade - Rédemption
- Vampire: The Masquerade – Bloodhunt
- Vampire: The Masquerade - Bloodlines
- Vampire: The Masquerade - Bloodlines 2
- Vampire: The Masquerade - Coteries of New York
- Vampire: The Masquerade – Swansong
- Vampyr
- Vancouver 2010
- Vandal Hearts
- Vangers
- Vanguard: Saga of Heroes
- Vanishing of Ethan Carter, The
- Vanquish
- Vantage Master
- Vaporum
- Vasara Collection
- Vega Strike
- Vegas: Make It Big
- Velocity
- Velocity 2X
- Velvet Assassin
- Vendetta Online
- Venetica
- Venise
- Vera Jones : La Légende des sept reliques
- Verdun
  - Tannenberg
- Versailles 1685 : Complot à la cour du Roi Soleil
- Versailles II : Le Testament
- Vertigo
- VESPER.5
- Victi: Blood Bitterness
- Victor Vran
- Victoria : Un empire en construction 1836-1920
- Victoria 2
- Vietcong
  - Vietcong: Fist Alpha
- Vietcong 2
- Vietnam Med Evac
- Vigilance
- Viking: Battle for Asgard
- Vikings
- Vikings: Wolves of Midgard
- Village 3D, Le
- Viper Racing
- Virginia
- Virtua Chess
- Virtua Cop
- Virtua Cop 2
- Virtua Fighter Remix
- Virtua Fighter 2
- Virtua Tennis
- Virtua Tennis 3
- Virtua Tennis 2009
- Virtua Tennis 4
- Virtual Magic Kingdom
- Virtual Pool
- Virtual Pool 2
- Virtual Pool 3
- Virtual Pool 4
- Virtual Railroad 2
- Virtual Sailor
- Virtual Skipper
- Virtual Skipper 2
- Virtual Skipper 3
- Virtual Skipper 4
- Virtual Skipper 5: 32nd America's Cup, le jeu
- Virtual Skipper Online
- Virtual Springfield
- Virtue's Last Reward
- Virus: The Game
- Virus 2000
- Visage
- Viscera Cleanup Detail
- Visiteurs, le jeu - Les
- Viva Piñata
- Vive le Roi
- Vivisector: Beast Within
- Void, The
- Void Bastards
- Voleur d'esprits, Le
- Volgarr the Viking
- Volt, star malgré lui
- Volume
- Voodoo Dice
- Voodoo Vince
- Voyage au centre de la Terre
- Voyage au cœur de la Lune
- Voyage Century
- Voyager
- VR Sports: PowerBoat Racing
- VTuber Maker
- Vulgus
- VVVVVV

| Sommaire : | Haut - A B C D E F G H I J K L M N O P Q R S T U V W X Y Z 0-9 |